# مايك كرايغر
مايك كرايغر (بالبرتغالية: Mike Krieger‏) هو مهندس وشخصية أعمال برازيلي، ولد في 5 مارس 1986 في ساو باولو في البرازيل.